# Hermes Volley Oostende in het seizoen 2019-20
Dit artikel beschrijft de Belgische volleybalploeg Hermes Volley Oostende in het seizoen 2019-2020 in de Liga Dames.

## Team 2019-20
Trainer / coach: Frederik De Veylder
| #  | Nat.      | Name                  | Positie       |
| -- | --------- | --------------------- | ------------- |
| 1  | Nederland | Fanny Lafeber         | receptie hoek |
| 2  | België    | Jasmien Biebauw       | setter        |
| 3  | België    | Delphine De Winne     | setter        |
| 4  | België    | Nina Coolman          | receptie hoek |
| 5  | België    | Sofie Van Acker       | midden        |
| 6  | Polen     | Basia Zakoscielna     | receptie hoek |
| 7  | België    | Joke Hoeyberghs       | setter        |
| 8  | Nederland | Maureen van der Woude | midden        |
| 9  | België    | Kaat De Boeck         | opposite      |
| 10 | België    | Nathalie De Wulf      | libero        |
| 11 | België    | Amber De Tant         | libero        |
| 12 | België    | Jitse Verbinnen       | opposite      |
| 14 | België    | Angie Bland           | midden        |